# Józef Straszewicz
Józef Straszewicz herbu Odrowąż (ur. 1801, zm. 1838 w Paryżu); ziemianin, członek Rządu Centralnego Polskiego dla Litwy i Żmudzi w r. 1831, historyk powstania listopadowego, wydawca.
Po Powstaniu Listopadowym jego dobra: Pomusze i Pukniany w powiecie upickim oraz Rogów w powiecie wiłkomirskim zostały skonfiskowane a on sam emigrował.
Był członkiem Towarzystwa Litewskiego i Ziem Ruskich w Paryżu w 1832 roku.
W przedmowie do jednej z trzech ze swoich prac Joachima Lelewela wydanych przez Straszewicza, opisując kłopoty z wydawaniem swoich dzieł, autor pisze:

(…) Pośród wszystkich tych trosk, mój rodak, pan Straszewicz przybył na ratunek mojej sprawy, zajmując się tym przedsięwzięciem. Na miejscu w kwietniu 1834 opublikował zapowiedź ukazania się dzieła i natychmiast zarządził prace drukarskie. Pan Straszewicz odłożył inne, wspaniałe plany; nie szczędził środków dla przyśpieszenia druku moich prac. Zużył do tego wiele zasobów, które mógł spożytkować z większym zyskiem. Zaciągnąłem wobec niego nieskończony dług wdzięczności, za to, że uratował moją pracę aby nie sczezła w zapomnieniu.

Najważniejsze książki:
- «Les Polonais et les Polonaises ou 100 portraits et biographies des personnes, qui ont figuré dans la dernière guerre» (Paryż, 1832–1837)
- «Emilie Plater» (tamże, 1835);
- «Armée polonaise, costumes militaires» (1835);
- «Les femmes célèbres de tous les pays, leurs vies et leur portraits» (3 wyd., 1825)[5].